# Campanula bluemelii
Campanula bluemelii là loài thực vật có hoa trong họ Hoa chuông. Loài này được Halda mô tả khoa học đầu tiên năm 1989.